# Eancé
Eancé is een plaats in Frankrijk, in Bretagne.

## Geografie
De oppervlakte van Eancé bedraagt 16,8 km².
De onderstaande kaart toont de ligging van Eancé met de belangrijkste infrastructuur en aangrenzende gemeenten.

## Demografie
Onderstaande figuur toont het verloop van het inwonertal, bron: INSEE-tellingen. 

1. ↑  Populations de référence 2022.